# Херен
Херен (нем. Heeren) — община в Германии, в земле Саксония-Анхальт. 
Входит в состав района Штендаль. Подчиняется управлению Штендаль-Ухтеталь.  Население составляет 570 человек (на 31 декабря 2006 года). Занимает площадь 13,54 км².